# Françoise Hardy (album)
Françoise Hardy è un album discografico della cantautrice francese Françoise Hardy, pubblicato nel settembre del 1963 dalla Vogue e successivamente distribuito dalla Jolly con il titolo Françoise Hardy canta per voi in italiano.
La raccolta comprende brani pubblicati dall'autrice francese nei due suoi album pubblicati in Francia Tous les garçons et les filles del 1962 e Le Premier Bonheur du jour del 1963; tutti i testi sono stati tradotti dal paroliere Vito Pallavicini.
L'LP fu prodotto dopo il successo del brano Quelli della mia età, che sarà il disco più venduto in Italia del 1963, pubblicato nel febbraio dello stesso anno nel singolo Ci sto/Quelli della mia età e con la contemporanea uscita del singolo L'età dell'amore/È all'amore che penso

## Tracce

### Lato A
1. Il tuo migliore amico, (TON MEILLEUR AMI - Françoise Hardy) Jacques Dutronc, Lucien Morisse, Vito Pallavicini, André Salvet
2. Io vorrei (capirti),  (SAURAI-JE) Françoise Hardy, Vito Pallavicini
3. Per tanto tempo, (BIEN LONGTEMPS) Françoise Hardy, Vito Pallavicini
4. L'amore va, (L'AMOUR S'EN VA) Françoise Hardy, Vito Pallavicini
5. Una ragazza come le altre, (COMME TANT D'AUTRES) Françoise Hardy, Vito Pallavicini

### Lato B
1. Quelli della mia età, (Tous les garçons et les filles) Françoise Hardy, Vito Pallavicini, Roger Samyn)
2. Ci sto, (J'SUIS D'ACCORD) Françoise Hardy, Vito Pallavicini, Roger Samyn)
3. É all'amore che penso, (C'EST A L'AMOUR AUQUEL JE PENSE) Françoise Hardy, Vito Pallavicini, Roger Samyn)
4. L'età dell'amore, (LE TEMPS DE L'AMOUR )Jacques Dutronc, Lucien Morisse, Vito Pallavicini, André Salvet
5. Oh Oh cheri, (UH OH - Bobby Lee Trammel)Vito Pallavicini, Bobby Lee Trammel